# Volkmar Busch
Joseph Marie François Volkmar Busch, född 20 november 1812 i Köpenhamn, död där 3 november 1893, var en dansk tonsättare.
Busch blev först sjökadett, men lämnade denna bana och erhöll anställning inom postväsendet. Senare utgav han bland annat läroböcker i svenska (1843–44), men valde under 1840-talet att inrikta sig på musiken. Han gjorde sig bemärkt med en Sørgemarch over Olaf Rye och skrev musikanmälningar i det av honom redigerade Kjøbenhavns Theaterblad (1844–45) och dess fortsättning Mellemakten (1846).
Åren 1853–65 vistades han i Nordamerika och komponerade en del kyrkomusik för katolska kyrkan, av vilken han blivit en ivrig anhängare. Hans ideal i musikens värld var Gioacchino Rossini, Vincenzo Bellini, Daniel-François-Esprit Auber och François Adrien Boïeldieu, i det hela den galloromanska skolan från början och mitten av 1800-talet. De går igen i hans huvudabete, Stabat mater för soli, kör och orkester, ett italienskt melodiöst verk, i stilen nära besläktat med motsvarande verk av Rossini.